# سیگل (پنسیلوانیا)
سیگل (به انگلیسی: Sigel) یک منطقهٔ مسکونی در ایالات متحده آمریکا است که در پنسیلوانیا واقع شده‌است. سیگل ۵۴۹٫۸۷ متر بالاتر از سطح دریا قرار دارد.